# Mariliasuchus
Mariliasuchus ("krokodýl z Marilie") je rod vyhynulého krokodýlovitého plaza z podřádu Notosuchia. Žil v období svrchní křídy na území Brazílie. Místo nálezu se nachází nedaleko Marilie. Byl formálně popsán v roce 1999 brazilskými paleontology Ismarem de Souzou Carvalhem a Reinaldem J. Bertinim.

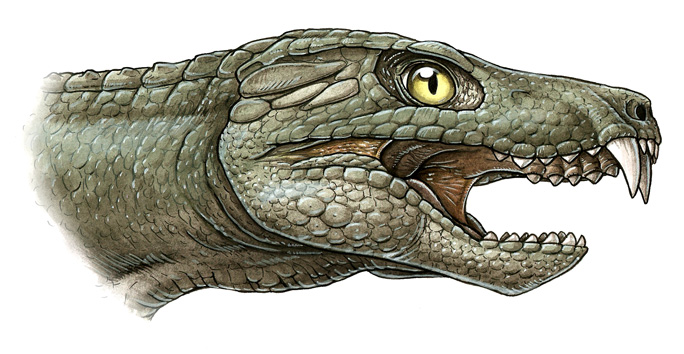
Hlava mariliasucha

## Popis
Nozdry mariliasucha byly umístěny na přední části hlavy, na rozdíl od moderních krokodýlů, kteří mají nozdry na svrchní straně hlavy, proto Mariliasuchus nemohl dýchat, když byl ponořený. Jeho oči byly umístěny na boku, na rozdíl od dnešních krokodýlů, kteří je mají na svrchní straně hlavy. To naznačuje, že Mariliasuchus žil převážně na souši. Byl dlouhý asi 1 až 1,5 metru, patřil tedy mezi menší druhy.